# Древлен
Дре́влен (англ. Treebeard), варіант перекладу Деревобородий, синдаринське ім'я Фанґорн (англ. Fangorn) — персонаж трилогії «Володар перснів» Джона Р. Р. Толкіна, найдавніший ент. Древлен — не тільки найдавніший ент (деревоподібна антропоморфна істота, що оберігає дерева і ліс), але, можливо, і найдавніший житель Середзем'я. Толкін явно не вказує, хто старший — Деревобородий чи Том Бомбадил. Разом з Фінґласом та Фладріфом Древлен був найстарішим ентом, що були від створення їх Еру Ілуватаром на прохання валії Яванни. У своїй пісні він згадує краї та ліси Белеріанду, що згинули під водою внаслідок Війни Гніву: вербові долини Тасарінану, в'язи Осіріанду (Семиріччя), Нелодорет та Дортоніон. Наприкінці Третьої Епохи енти залишились жити тільки в лісі, що називався Фанґорн від синдарського імені Древлена. Дружина Древлена Фімбретіль разом з усіма жінками ентів зникла після того, як під час Війни Останнього Союзу Саурон знищив їх сади на Бурих рівнинах. На момент початку Війни Персня Древлен уже три тисячі років не бачив свою кохану. Відповідно до пророцтва, енти й ентиці зустрінуться лише після кінця світу, коли буде переможене зло.

## Опис
Древлен був велетнем не менше чотирнадцяти футів зростом, з довгою головою майже без шиї, трохи схожий на людину чи на троля. Тіло було вкрите чимсь схожим на зелену кору. Обличчя заросло схожою на кущ сивою бородою. Очі карі, глибоко посаджені, із зеленими вогниками.
Як і всі енти Древлен був неспішним, розмовляв довгою повільною мовою.

## Характер
Деревобород не поспішає. Йому потрібно чимало часу, щоб зробити вибір, а тим паче зробити якусь дію. Однак коли Деревобород і рада ентів все-таки приймають рішення, вони діють непохитно і швидко.

## Участь в Війні персня
Втікши від орків Сарумана в ліс Фанґорн, гобіти Перегрін і Меріадок зустріли Деревоборода. Після ознайомлювального діалогу, Деревобород привів їх до себе додому, де вони продовжили розмову про ентів і Сарумана. Тоді ж Деревобород приймає рішення зібрати раду ентів з приводу масштабної вирубки лісу слугами мага. У домі ента хобіти і заночували. На наступний день Древобород взяв їх на збори, де енти, обурені збитком, який орки завдали лісу, вирішили атакувати Ізенгард — фортецю Сарумана. Вони негайно привели план у виконання і, затопивши Ісенґард, заключили Сарумана і його слугу Ґріму під варту.
Атака проходила повністю під керівництвом Деревоборода. На відміну від інших ентів, Деревобород не втрачав самовладання під час штурму і не давав гніву повністю оволодіти собою. Після затоплення міста енти зламали фортечні стіни і замість них висадили нові ліси. З тієї пори Ісенґард став належати ентам.

## Дружина
У Деревоборода була дружина Фімбретіль ще до того, як Морґот набрав чинності під час юності світу. Як і інші дружини ентів, Фімбретіль зникла після того, як Саурон знищив сади дружин ентів на Бурих рівнинах в Другу епоху.
На час Війни персня Деревобород вже більше 3000 років не бачив свою кохану.